# Pogonatherum
Pogonatherum es un género de plantas herbáceas de la familia de las poáceas. Es originario de  India a Japón.

## Especies
- Pogonatherum amarum
- Pogonatherum aureum
- Pogonotherum bairistatum
- Pogonatherum contortum